# Roland Perez
 (décembre 2023).
 (août 2014).
Roland Perez, né le 15 octobre 1963 à Paris 12e, est un avocat français et animateur de radio et de télévision.

## Biographie
À douze ans, il intègre le cours d'art dramatique René Simon et participe à plusieurs films tels que : L’Italien des Roses de Charles Matton, il y joue le jeune frère de Richard Bohringer. Il est également au casting du film Du blé en liasses d'Alain Brunet aux côtés de Marcel Dalio et Jean Richard.
Il participe à de nombreuses émissions de télévision, notamment aux shows de Maritie et Gilbert Carpentier.
Après dix années d'école du spectacle, il reprend un cursus classique dans un lycée parisien pour décrocher son bac et entrer à l'université Paris XII pour y étudier le droit. En 1985 il prête serment et devient avocat au barreau de Paris.[réf. souhaitée]
Il devient ensuite l'avocat d'acteurs, d'animateurs et de producteurs[réf. nécessaire]. Parallèlement, dans les années 1990, il devient chroniqueur sur France 2 dans les émissions matinales de Monique Cara, puis de William Leymergie.
En 1996, il rejoint Europe 1, où il devient Monsieur Droit dans diverses émissions de la station. Il occupe pendant plus de quinze années le rôle de médiateur d'Europe 1, aux côtés notamment de l'animatrice Julie Leclerc.
De 2012 à 2014, il est tous les jours aux côtés d’Helena Morna dans l'émission  Les Experts d’Europe 1 de 15 h à 16 h, dont il assure seul l'animation, notamment pendant trois saisons d'été jusqu'en août 2014.
En septembre 2014, pour deux saisons, il intègre l'équipe de Marion Ruggieri dans l'émission Il n'y en a pas deux comme Elle, diffusée en direct tous les jours de la semaine sur Europe 1 de 15 h à 16 h.
Il a également joué de mai à juillet 2013, à guichets fermés, au Théâtre Montmartre-Galabru, puis au Théâtre du Temple, une comédie sur les mœurs à la télé, écrite par Paul Burési et intitulée Fête comme chez moi, aux côtés de l'animatrice belge Sandrine Corman.
Il tient une chronique, Droit, pas droit, chaque semaine dans l'émission diffusée sur France 2 et animée par Sophie Davant : C'est au programme.
Pour la saison radiophonique 2015-2016, il rejoint l'équipe de Jean-Marc Morandini sur Europe 1 pour la question du jour à 10 h 45. Durant ces deux étés, il présente l'émission Libre antenne.
Pendant l'été 2016, il présente une émission interactive de témoignages du lundi au dimanche, avec la complicité d'Isabelle Quenin, Europe 1 à votre service, de 13 h à 14 h et le week-end dès 12 h 30.
À la rentrée 2016, il intègre La Famille Europe 1, animée par Helena Morna, aux côtés de la psychologue Sophie Peters, avec la rubrique : « Ai-je le droit de... ? »
En janvier 2017, La famille Europe 1 évolue, change de nom et d'horaire. Roland Perez est toujours dans l'émission d'Helena Morna, Allô Europe 1 en semaine de 10 h à 12 h, aux côtés de la psychologue Sophie Péters, le docteur Gérald Kierzek et Isabelle Quenin, des experts qui répondent aux auditeurs à des questions de vie pratique, de droit, de consommation, de bien-être et de santé.
Le 7 octobre 2021, il publie son autobiographie : Ma mère, Dieu et Sylvie Vartan.
À partir de la saison 2020-2021, il est chroniqueur de la matinale week-end d’Europe 1.

## Vie privée
Il se marie avec Litzie Gozlan, française originaire de Tunisie (25 avril 1960-6 avril 2006). Il a avec elle trois enfants : un garçon Harold et deux filles Lorie et Ludivine.

## Distinction
Roland Perez reçoit en 2022 le prix littéraire du Cheval blanc 2022 pour son roman autobiographique Ma mère, Dieu et Sylvie Vartan.

## Ouvrages
- En quête de vie privée, First, Coll. Documents 1995
- Ma mère, Dieu et Sylvie Vartan, éditions Les Escales, 2021
- Ma mère, Dieu et Litzie, éditions Les Escales, 2023
- Bonne fête des mères, Papa !, éditions Les escales, 2025

## Adaptation à l'écran
- 2025 : Ma mère, Dieu et Sylvie Vartan de Ken Scott, adapté de l'ouvrage du même nom[11].